# 小科哈里鎮區 (北卡羅萊納州桑普森縣)
小科哈里鎮區（英語：Little Coharie Township）是位於美國北卡羅萊納州桑普森縣的一個鎮區。

## 地方資料
小科哈里鎮區的面積為178.96平方千米，皆為陸地。根據2020年美國人口普查的數據，當地共有人口5923人，而人口密度為每平方千米33.1人。